# 三体力
三体力 (英: three-body force)は、二体系では存在しないのに三体系になると現われる力である。一般的に、多体系のふるまいが系内のあらゆる組み合わせの二体間の相互作用の総和という第一近似では記述できない場合、そこからのずれが主に三体力に起因する。
基本相互作用の一つ、強い相互作用はこのようなふるまいを示す。その最も重要な例がヘリウム3同位体の実験的に観測される安定性である。これは、二つの陽子と一つの中性子からなる三体量子クラスター [PNP] が安定な重ね合わせとなっている、と説明される。ヘリウム3において三体力が働いているとことを直接的に示す証拠が知られている。安定な [PNP] クラスターの存在は、殻内の核子間相互作用が二体力に留まるとする原子核モデルでは説明がつかない。基本相互作用として三核子力が存立しうることは、強い相互作用を媒介するグルーオンが、グルーオン同士で結合しうることに起因する。素粒子物理学では、ハドロンを構成する三つのクォークは、三体力を仮定したのと同等のダイクォークモデルにより説明される。原子核物理学の分野では、様々な同位体の原子核内の核子間相互作用に三体力（三核子力）が含まれることを示す証拠が次々と見つかっている。